# Videoliv
Videoliv är en låt av det svenska punkrock-bandet Noice. Låten kom med på albumet Det ljuva livet som den sjätte låten. Låten skrevs av basisten Peo Thyrén och keyboardisten Freddie Hansson. Ulf Andersson spelar saxofon på låten.
En liveversion av "Videoliv" finns med på albumet Live på Ritz, släppt 1982. 

## Musiker
- Hasse Carlsson – sång, gitarr
- Peo Thyrén – elbas
- Freddie Hansson – klaviatur
- Fredrik von Gerber – trummor
- Ulf Andersson – saxofon